# Natalia Brasova
Natalia Brasova, född Natalia Sergeyevna Sheremetyevskaya 27 juni 1880 i Moskva, död 24 januari 1952 i Paris, var morganatisk gemål till storfurst Michail Aleksandrovitj av Ryssland. Eftersom äktenskapet var morganatiskt hade hon inte titeln storfurstinna utan var känd som grevinnan Brasova. Hon hade ett förhållande med Michail från 1907, medan hon fortfarande var gift med sin andre make, och gifte sig med honom i oktober 1912. Deras äktenskap betraktades som en skandal i Ryssland och Brasova beskrevs i oppinionen som en listig vamp som förlett Michail till att svika sina plikter.

## Biografi
Natalia Brasova var dotter till advokaten Sergei Alexandrovich Sheremetevsky och Julia Vyacheslavovna Sventitskaya. Hon gifte sig 1902 med musikern Sergei Mamontov. Efter skilsmässan 1905 gifte hon om sig med sin älskare, officeren Vladimir Wulfert. Hon inledde 1907 ett förhållande med sin makes kollega, tsarens bror storfurst Michail, som också var officer. År 1909 separerade hon från Wulfert och levde öppet med Michail. Paret fick 1910 en son. Hon fick slutligen en skilsmässa av Wulfert.
Natalia Brasova och Michail gifte sig i Wien under sin årliga semester i Västeuropa 1912. Vid utbrottet av första världskriget 1914 ombads Michail att återvända till Ryssland och sin tjänst i armén, med tillstånd att ta med sin familj. Natalia hade dock inte tillstånd att vistas vid hovet. Under kriget upprättade hon i likhet med de kvinnliga medlemmarna av tsarhuset armésjukhus i makens bostäder. Hon blev då en accepterad medlem i societetslivet och fick en viss politisk betydelse. 
Vid ryska revolutionen 1917 abdikerade tsaren till förmån för sin bror, hennes make. Michail ville dock inte acceptera tronen. Familjen sattes i husarrest av den nya regeringen men släpptes senare. De förberedde en flykt till Finland, men planerna upptäcktes och förhindrades. I mars 1918 arresterades Michail, Natalia uppvaktade förgäves myndigheterna för att få honom frisläppt. Michail avrättades i juni 1918 och Natalia arresterades och fängslades. Hon lyckades bli placerad på ett sanatorium sedan hon simulerat tuberkulos, och rymde sedan från sjukhuset. Hon lyckades få ett falskt pass utfärdat av tyska konsulatet, och flydde med dess hjälp till Ukraina och därifrån till Västeuropa.
Natalia Brasova levde från 1927 i Paris under ständiga ekonomiska problem.